# Rāzmīān
Rāzmīān (persiska: رازمیان) är en ort i Iran.   Den ligger i provinsen Qazvin, i den nordvästra delen av landet, 140 km nordväst om huvudstaden Teheran. Rāzmīān ligger 967 meter över havet och antalet invånare är 965.
Terrängen runt Rāzmīān är varierad. Rāzmīān ligger nere i en dal. Runt Rāzmīān är det ganska tätbefolkat, med 108 invånare per kvadratkilometer. Rāzmīān är det största samhället i trakten. Trakten runt Rāzmīān består i huvudsak av gräsmarker.